# 1900年鐵路
此條目列出1900年發生有關鐵路運輸的事件。

## 事件

### 1月
- 1月9日：首次有列車由開羅開至喀土穆。

### 2月
- 2月25日：城市及南倫敦鐵路廢除威廉國王街站（英语：King William Street tube station），並北延至沼澤門站。

### 3月
- 3月24日：紐約地鐵開工[1]。

### 4月
- 4月10日：安平鎮無人站（今埔心車站）啟用。

### 6月
- 6月3日：城市及南倫敦鐵路由斯托克韋爾站南延至克拉珀姆公園站。
- 6月27日：中央倫敦鐵路通車，來往牧者叢站至銀行站，成為倫敦第三條深層地鐵路線[2]。
- 6月30日：東金線通車。

### 7月
- 7月8日：京仁線由鷺梁津站延長至京城站（西大門站）。
- 7月19日：巴黎地鐵1號線通車，來往文森門站至馬約門站。
- 7月30日：中央倫敦鐵路通車，來往牧者叢站至銀行站[3]。

### 8月
- 8月4日：關東鐵道龍崎線通車。
- 8月6日：巴黎地鐵1號線夏特雷站啟用。
- 8月13日：巴黎地鐵1號線艾爾瑪站、協和站、羅浮站啟用。
- 8月20日：巴黎地鐵1號線勒伊-狄德羅站啟用。

### 9月
- 9月1日：巴黎地鐵1號線奧布里加多站、星形站啟用。
- 9月20日：阪堺電氣軌道上町線通車。
- 9月24日：中央倫敦鐵路加設龐德街站。

### 11月
- 11月29日：縱貫線打狗（今高雄港車站）至臺南段通車。

### 12月
- 12月13日：巴黎地鐵2號線北線通車，來往王妃門站至星形站。
- 12月29日：冰見線通車。